# Apples
Apples es una comuna suiza del cantón de Vaud, situada en el distrito de Morges. Limita al norte con la comuna de Pampigny, al noreste con Sévery, al este con Echichens y Clarmont, al sureste con Reverolle, al sur con Bussy-Chardonney y Yens, al oeste con Ballens, y al noroeste con Mollens.
Hasta el 31 de diciembre de 2007 la comuna formó parte del distrito de Aubonne, círculo de Ballens.

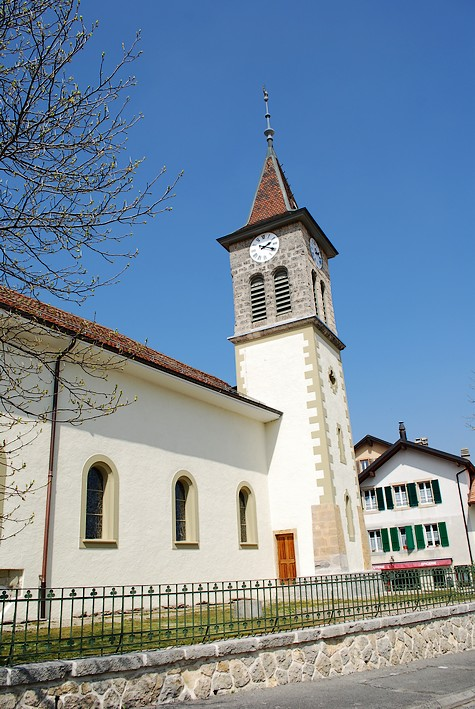
Iglesia de Apples.